# MGM Records
MGM Records bylo americké hudební vydavatelství, založené v roce 1946. Prvním albem této společnosti byl soundtrack k filmu Till the Clouds Roll By. Mezi pozdější hudebníky, kteří s tímto vydavatelstvím měli smlouvu, patří například Roy Orbison, The Cowsills, The Animals nebo Ultimate Spinach. Mezi dceřiné společnosti MGM Records patřilo například Verve Records.